# Buschstraße (Schwerin)

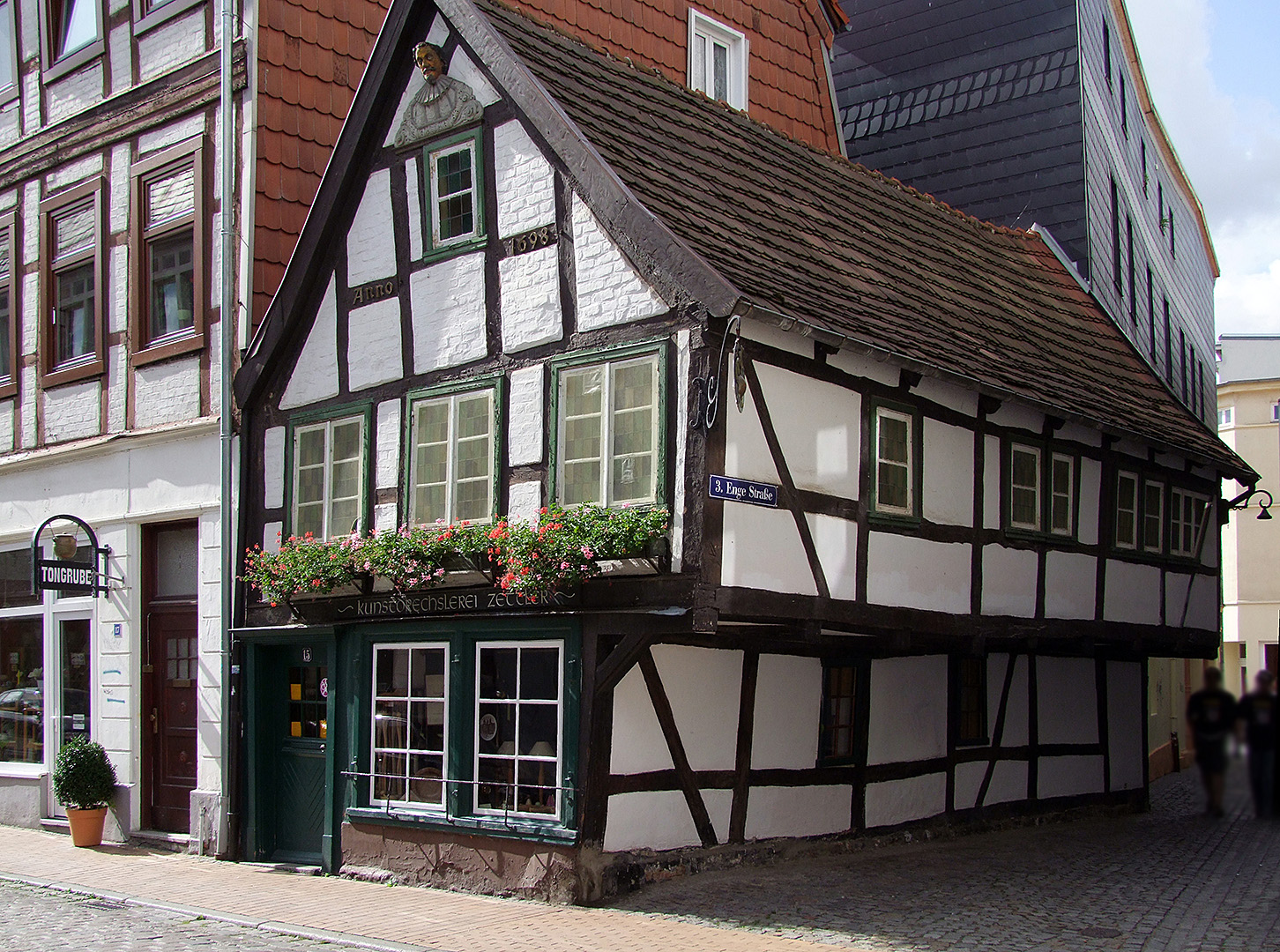
Nr. 15

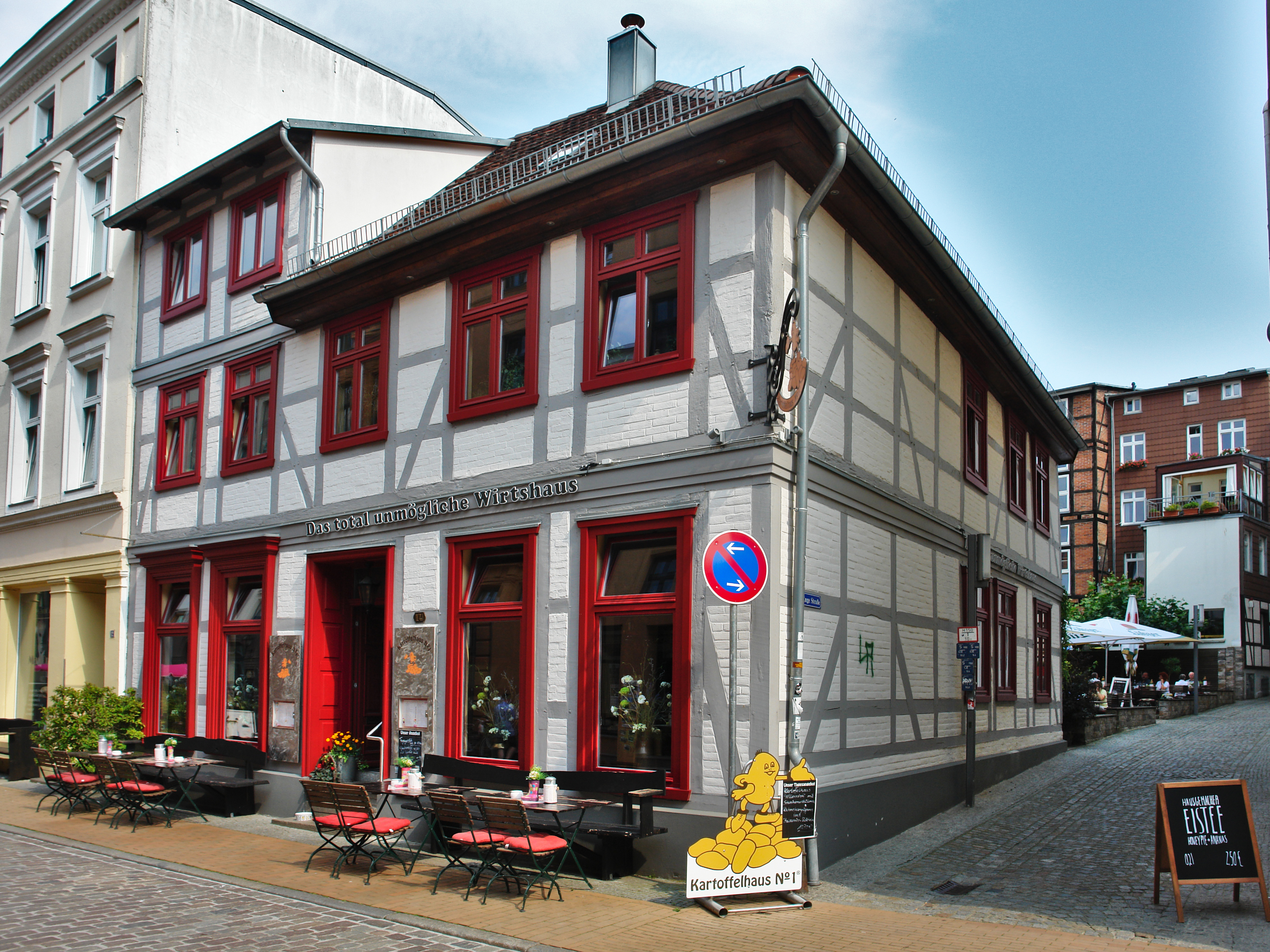
Nr. 14

Die Buschstraße ist eine Einkaufsstraße und Fußgängerzone in Schwerin.
Sie führt in Nord-Süd-Richtung von der Bischofstraße / Schmiedestraße bis zur Schloßstraße in der Altstadt. 

## Nebenstraßen
Die Neben- und Anschlussstraßen wurden benannt als Bischofstraße nach dem Sitz des Bischofs, Schmiedestraße nach dem Beruf, 1. und 3. Enge Straße nach der Enge der Gassen und Schloßstraße nach dem Schloss (früher Burgstraße).

## Geschichte

### Name

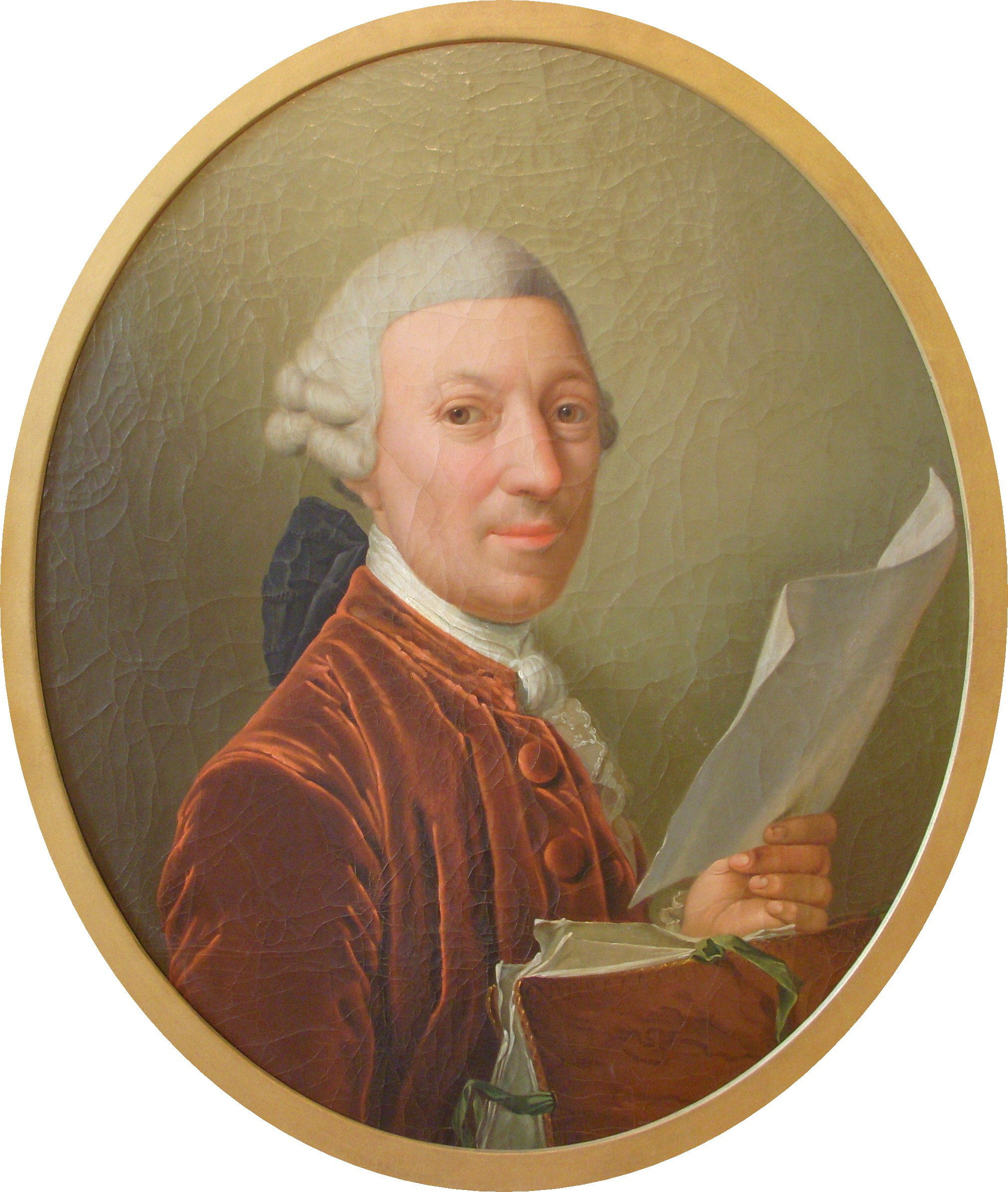

Die Buschstraße wurde 1939 nach dem Hofbaumeister, Architekten und Bildhauer Johann Joachim Busch (1720–1802) benannt. Nach einem Gesamtentwurf von Busch entstand das Ensemble von Ludwigslust mit Stadtkirche (1770), Schloss Ludwigslust (1776) und Bürgerhäusern sowie in Schwerin das Neustädtische Palais und das Neue Gebäude (Säulengebäude).
Im Mittelalter hieß die Straße bis 1875 Faule Grube, nach dem stehenden, stinkenden Gewässer vor der Gräfenmühle. Der Graben wurde Mitte des 19. Jahrhunderts überwölbt. Die Straße wurde nun Wladimirstraße benannt nach dem russischen Großfürsten Wladimir, dem Schwiegersohn des Großherzogs von Mecklenburg, Friedrich Franz II.

### Entwicklung

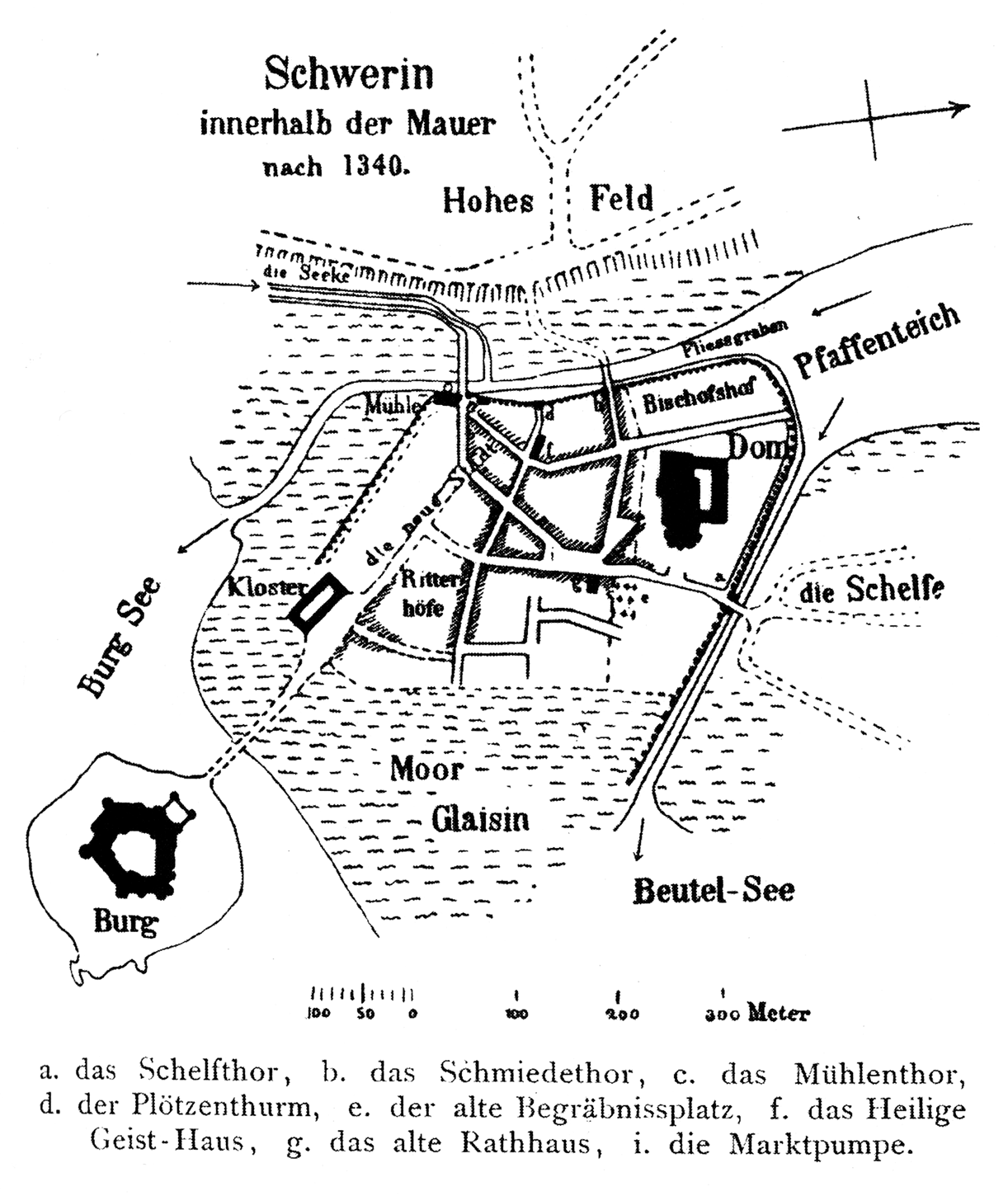
Schwerin nach 1340

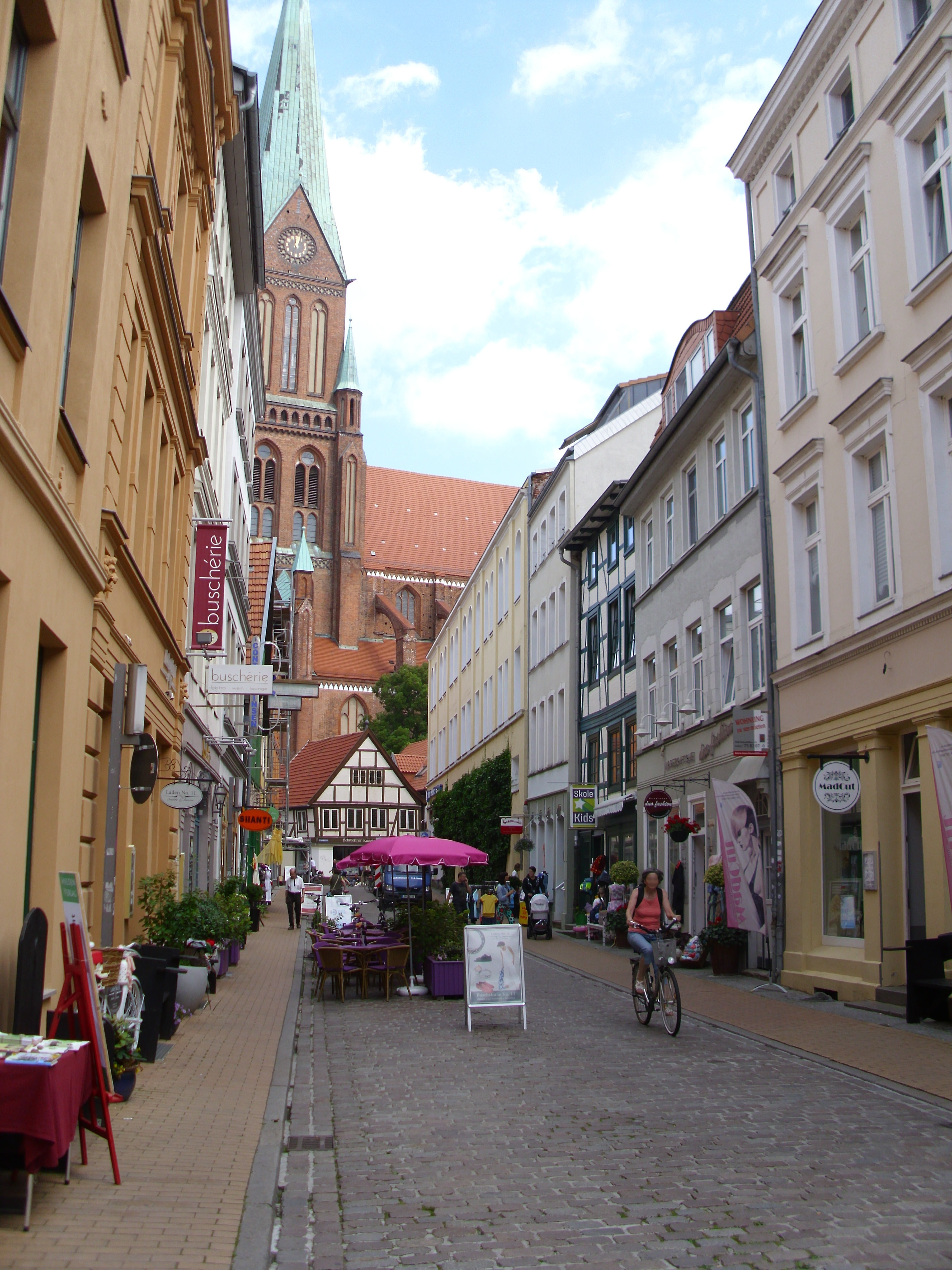
Blick zum Dom

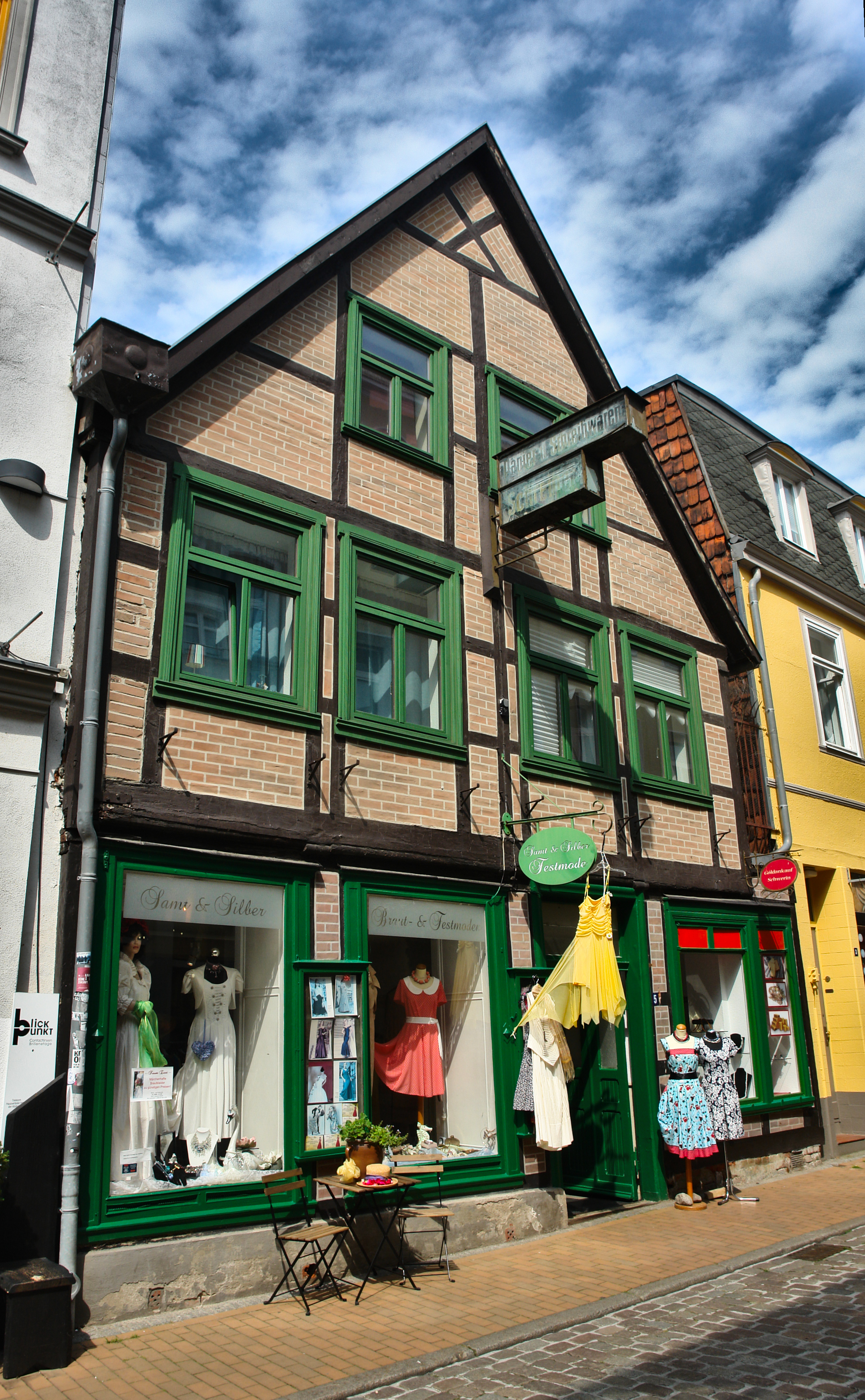
Nr. 5

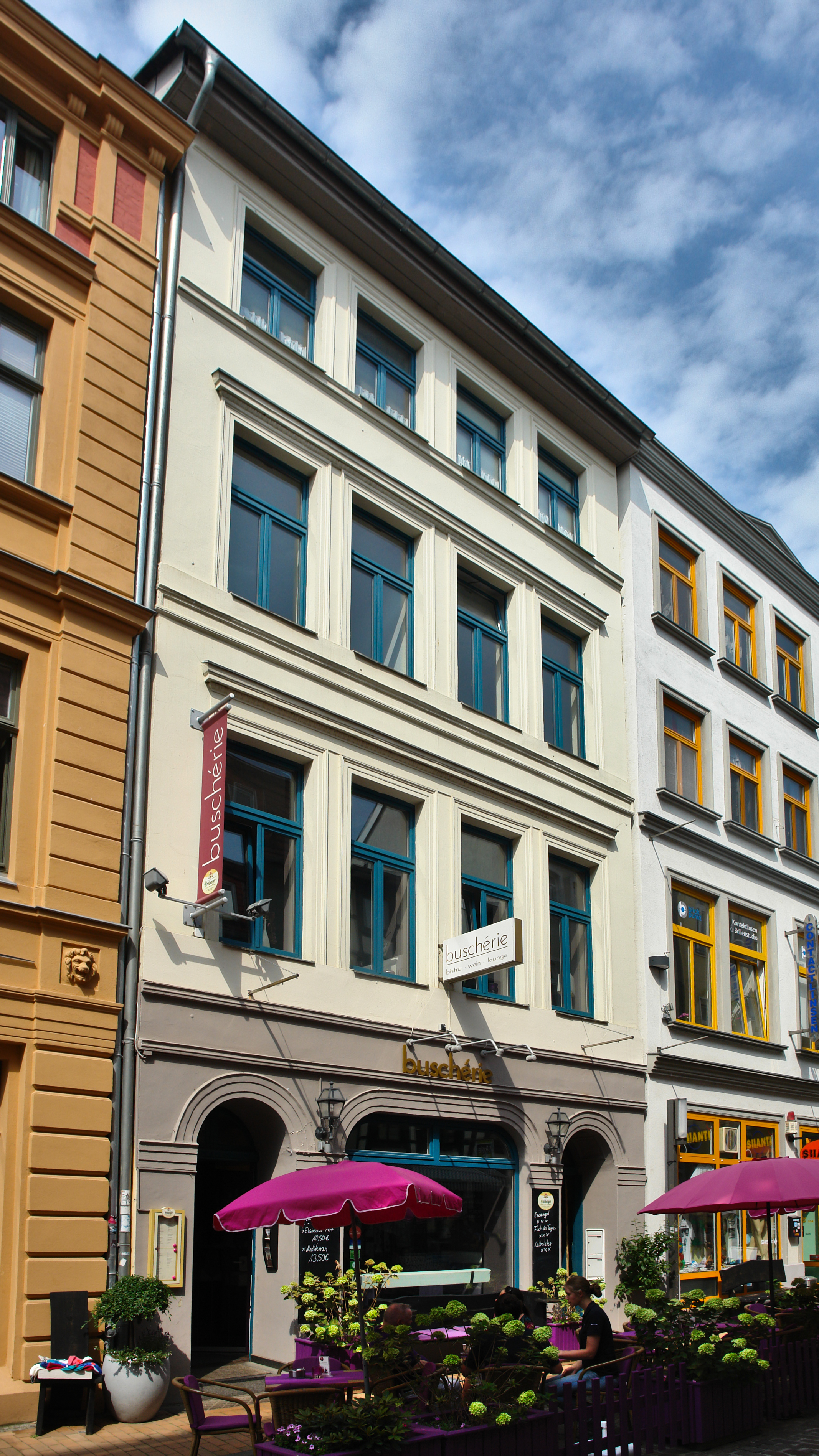
Nr. 9

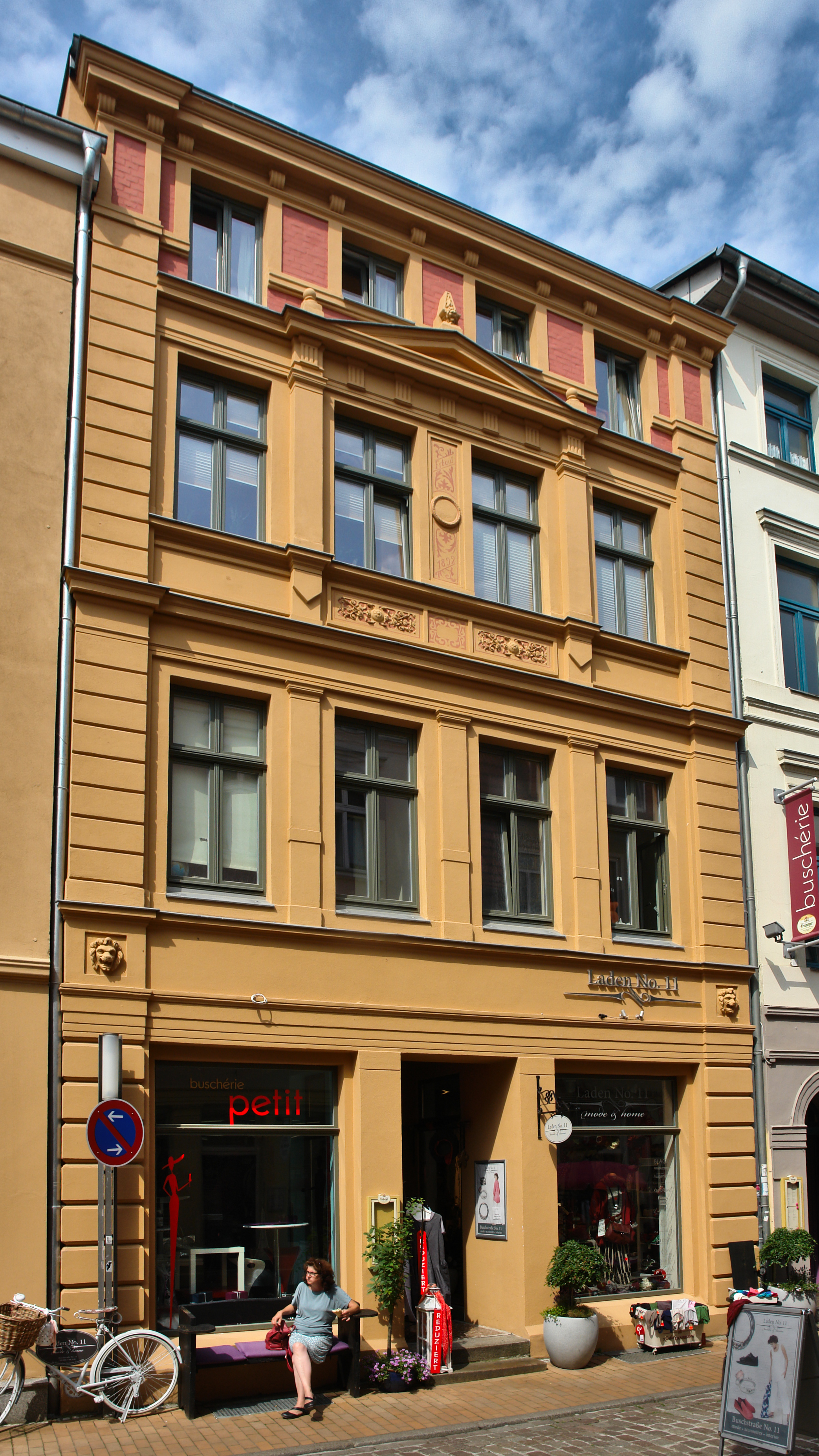
Nr. 11

Nach der Stadtgründung Schwerins von 1160 entstand eine neue Burg und ein kleines Netz von mittelalterlichen Gassen, die in etwa dem heutigen Straßenverläufen folgten. Nach 1340 wurde die 1. bis 3. Enge Straße hinter der Stadtmauer bebaut. Die Reste der Stadtmauer wurden 1736 abgetragen und dieser Straßenzug mit der heutigen Mecklenburgstraße (früher Fließgrube) verbunden. Als sich am Ende des 19. Jahrhunderts die heutige Mecklenburgstraße bis zur Schloßstraße entwickelte, gewann auch diese Straße an Bedeutung.
Im Rahmen der Städtebauförderung wurden das Gebiet der Altstadt Sanierungsgebiet; Mitte bis Ende der 1990er Jahre erfolgte die Sanierung der Straße als Fußgängerzone und die Sanierung vieler Häuser.
Verkehrlich wird die die Straße am Marienplatz von den Straßenbahnlinien 1, 2 und 4 sowie den Buslinien 5, 7, 10, 12, 14 und 19 der Nahverkehr Schwerin GmbH (NVS) erschlossen.

## Gebäude, Anlagen (Auswahl)
An der Straße stehen zumeist zwei- bis viergeschossige Gebäude. Die mit (D) gekennzeichneten Häuser stehen unter Denkmalschutz.
- Nr. 1 / Schmiedestraße Nr. 14: 3-gesch. Wohn- und Geschäftshaus sowie Büros
- Nr. 2/4: 3-gesch. Büro- und Geschäftshaus mit dem Institut für Qualitätsentwicklung Mecklenburg-Vorpommern, ehem. Kaufhaus im Stil der Neorenaissance vom Ende des 19. Jh. mit einem prägenden Ecktürmchen und zwei Giebeln, das 1900 Rudolph Karstadt seinem verschuldeten Bruder Ernst mit 12 weiteren Geschäften in Mecklenburg abkaufte und als Kaufhaus Karstadt betrieb. Das Haus wurde nach 1945 gänzlich umgebaut.
- Nr. 3: 2-gesch. Wohn- und Geschäftshaus mit Bistro
- Nr. 5: 2-gesch. Wohn- und Geschäftshaus als Fachwerkhaus mit Galerie (D)
- Nr. 7: 4-gesch. Wohn- und Geschäftshaus
- Nr. 8: 3-gesch. Wohn- und Geschäftshaus mit Fachwerkfassade
- Nr. 9: 4-gesch. Wohn- und Geschäftshaus (D) mit Restaurant
- Nr. 11: 4-gesch. klassizistisches Wohn- und Geschäftshaus (D)
- Nr. 12: 4-gesch. Wohn- und Geschäftshaus
- Nr. 14 / 1. Enge Straße: 2- und 3-gesch. Wohn- und Geschäftshaus vom Ende des 18. Jahrhunderts (D), ab 2009 originalgetreu wieder aufgebaute und sanierte Fachwerkhäuser; zuvor war hier das Armenhaus Heilig-Geist-Spital[2], heute Restaurant Kartoffelhaus Schwerin
- Nr. 15 / 3. Enge Straße: 2-gesch. Wohn- und Geschäftshaus, als Fachwerkhaus Buschstraße 15 von 1698 (D), eines der ältesten Häuser Schwerins, ehem. Weingroßhandlung F.G. Michaelis, seit den 1960er Jahren Kunstdrechslerei Zettler (Zettlerhaus), auch Kommodenhäuschen genannt
- Nr. 16, 18 und 20: 3-gesch. Wohn- und Geschäftshäuser, als Schlosskarree saniert um 2010
- Nr. 22/24: 4-gesch. neues Geschäftshaus im Schlosskarree von 2011 nach Plänen des Büros Joedicke-Leinberger-Schneider[3]